# 愛しい人から最後の手紙
『愛しい人から最後の手紙』（原題:The Last Letter from Your Lover）は2021年に公開されたイギリスの恋愛映画である。監督はオーガスティン・フリッゼル、主演はフェリシティ・ジョーンズが務めた。本作はジョジョ・モイーズが2012年に上梓した小説『The Last Letter from Your Lover』を原作としており、ベン・クロスの遺作でもある。
本作は日本国内で劇場公開されなかったが、Netflixでの配信が行われている。

## 概略
記者のエリー・ヘイワースは資料を調べている最中に1通のラブレターを発見した。恋愛には疎いエリーだが、その手紙の内容には大いに関心を引き付けられた。そこで、エリーはアーキビストのローリーの協力の下、カップルの恋がどのような結末を迎えたのかを調べ始めた。このことをきっかけに、50年以上前に止まったはずの運命の歯車が再び動き出し、エリーとローリーにも影響を及ぼすことになった。

## キャスト
※括弧内は日本語吹替。
- エリー・ヘイワース：フェリシティ・ジョーンズ （渋谷はるか）
- アンソニー・オヘア：カラム・ターナー（松田修平）
  - 年老いたアンソニー・オヘア：ベン・クロス（多田野曜平）
- ローレンス・スターリング：ジョー・アルウィン（佐々木望）
- ローリー・マッカラン：ナバーン・リズワン（鈴木正和）
- ジェニファー・スターリング：シャイリーン・ウッドリー（佐古真弓）
  - 年老いたジェニファー・スターリング：ダイアナ・ケント（宮寺智子）
- ニック：ンクーティ・ガトワ

## 製作・音楽
2019年8月6日、オーガスティン・フリッゼルが本作の監督に起用されたと報じられた。10月10日、本作の主要キャストが発表された。14日、本作の主要撮影がスペインのマヨルカ島で始まった。
2021年3月23日、ダニエル・ハートが本作で使用される楽曲を手掛けるとの報道があった。7月23日、ミラン・レコーズが本作のサウンドトラックを発売した。

## 配信・マーケティング
2019年10月28日、Netflixがアメリカを含む複数の地域で本作を配信する権利を購入したと報じられた。2021年5月4日、本作のオフィシャル・トレイラーが公開された。

## 評価
本作に対する批評家の評価は平凡なものに留まっている。映画批評集積サイトのRotten Tomatoesには29件のレビューがあり、批評家支持率は55%、平均点は10点満点で5.4点となっている。また、Metacriticには12件のレビューがあり、加重平均値は56/100となっている。